# Родниківська сільська рада (Сімферопольський район)
Родникі́вська сільська́ ра́да — адміністративно-територіальна одиниця та орган місцевого самоврядування в Сімферопольському районі Автономної Республіки Крим. Адміністративний центр — село Родникове.

## Загальні відомості
- Населення ради: 7 456 осіб (станом на 2001 рік)

## Населені пункти
Сільській раді підпорядковані населені пункти:
- с. Родникове
- с. Аркадіївка
- с. Кубанське
- с. Курганне
- с. Новий Мир
- с. Шафранне

## Склад ради
Рада складається з 30 депутатів та голови.
- Голова ради: Михайленко Петро Степанович
- Секретар ради: Лебедєва Тетяна Миколаївна

### Керівний склад попередніх скликань
| Прізвище, ім'я, по батькові | Основні відомості                                                         | Дата обрання | Дата звільнення |
| --------------------------- | ------------------------------------------------------------------------- | ------------ | --------------- |
| Міхайленко Петро Степанович | Сільський голова, 1949 року народження, безпартійний                      | 26.03.2006   | 31.10.2010      |
| Михайленко Петро Степанович | Сільський голова, 1949 року народження, освіта вища, член Партії регіонів | 31.10.2010   |                 |

Примітка: таблиця складена за даними сайту Верховної Ради України

### Депутати
За результатами місцевих виборів 2010 року депутатами ради стали:

#### За суб'єктами висування
| Суб'єкт висування | Кількість обраних депутатів | %  |
| ----------------- | --------------------------- | -- |
| Партія регіонів   | 24                          | 80 |
| Самовисування     | 6                           | 20 |

#### За округами
| № округу        | Прізвище, ім'я, по батькові     | Дата визнання обраним | Освіта  | Партійна приналежність | Відомості про обраного депутата                                    |
| --------------- | ------------------------------- | --------------------- | ------- | ---------------------- | ------------------------------------------------------------------ |
| Партія регіонів |                                 |                       |         |                        |                                                                    |
| 1               | Кисіль Ніна Андріївна           | 03.11.2010            | вища    | член Партії регіонів   | КП «Родничок», начальник                                           |
| 2               | Петрова Ніна Григорівна         | 03.11.2010            | середня | позапартійна           | перша 1-А ДМКО, медична сестра                                     |
| 3               | Латишева Ірина Олександрівна    | 03.11.2010            | вища    | позапартійна           | Родниківський навчально-виховний комплекс, вчитель                 |
| 5               | Лєбєдєва Тетяна Миколаївна      | 03.11.2010            | вища    | член Партії регіонів   | Родниківська сільська рада, секретар                               |
| 6               | Сімуткіна Наталя Геннадіївна    | 03.11.2010            | вища    | член Партії регіонів   | Родниківський навчально-виховний комплекс, вчитель та директор     |
| 7               | Гармашова Тетяна Михайлівна     | 03.11.2010            | середня | позапартійна           | пенсіонер                                                          |
| 8               | Ільченко Валерій Олександрович  | 03.11.2010            | середня | член Партії регіонів   | РСП «Кримаерорух», водій                                           |
| 9               | Медвєдєва Валентина Іванівна    | 03.11.2010            | вища    | член Партії регіонів   | ГУ МНС України, провідний фахівець                                 |
| 10              | Дворяшин Микола Савелійович     | 03.11.2010            | середня | позапартійний          | пенсіонер                                                          |
| 11              | Савочкіна Ірина Григорівна      | 03.11.2010            | середня | член Партії регіонів   | Родниківський НВК, вчитель                                         |
| 12              | Муслімов Халіл Ескендерович     | 03.11.2010            | середня | позапартійний          | Родниківська сільська рада, водій                                  |
| 14              | Умерова Лутфіє Емір             | 03.11.2010            | вища    | позапартійна           | Родниківська СВА, головний лікар                                   |
| 19              | Дем'яненко Світлана Іванівна    | 03.11.2010            | середня | член Партії регіонів   | тимчасово не працює                                                |
| 20              | Александрова Світлана Яківна    | 03.11.2010            | вища    | член Партії регіонів   | Родниківська лікарська амбулаторія, лікар                          |
| 21              | Хлудін Олексій Олександрович    | 03.11.2010            | середня | член Партії регіонів   | селище ГРЕС МО 1226, токар                                         |
| 22              | Садаєва Гульзаде Аблямітівна    | 03.11.2010            | вища    | член Партії регіонів   | пенсіонер                                                          |
| 23              | Садаєв Абляміт Іскандарович     | 03.11.2010            | середня | член Партії регіонів   | Родниківска сільська рада, касир-контролер «Родничок»              |
| 24              | Андрушков Борис Миколайович     | 03.11.2010            | вища    | позапартійний          | ТОВ «Кримавіасервіс», заступник начальника транспортного відділу   |
| 25              | Романюк Володимир Володимирович | 03.11.2010            | середня | член Партії регіонів   | приватний підприємець                                              |
| 26              | Ревінська Євгенія Василівна     | 03.11.2010            | вища    | член Партії регіонів   | ПП «Дорбутсервіс», економіст                                       |
| 27              | Токарєва Людмила Олексіївна     | 03.11.2010            | середня | член Партії регіонів   | домогосподарка                                                     |
| 28              | Анодін Олексанр Анатолійович    | 03.11.2010            | середня | член Партії регіонів   | фірма «Імперіал», водій                                            |
| 29              | Мищук Леонід Олексійович        | 03.11.2010            | середня | член Партії регіонів   | приватний підприємець                                              |
| 30              | Тимошенко Павло Ігорович        | 03.11.2010            | середня | член Партії регіонів   | ОП «Кримтеплокомуненерго», слюсар по ремонту котельного обладнання |
| Самовисування   |                                 |                       |         |                        |                                                                    |
| 4               | Іванець Олена Володимирівна     | 03.11.2010            | вища    | позапартійна           | приватний підприємець                                              |
| 13              | Люманов Рідван Бургадінович     | 03.11.2010            | середня | позапартійний          | приватний підприємець                                              |
| 15              | Піпіт Зєкєр'я Ескендерович      | 03.11.2010            | середня | позапартійний          | тимчасово не працює                                                |
| 16              | Абляджієв Нурій Нузетович       | 03.11.2010            | вища    | позапартійний          | РСП «Кримаерорух», інженер-електронік                              |
| 17              | Авамілов Ріфат Шавкатович       | 03.11.2010            | середня | позапартійний          | КРП «ВПВКГ» м. Сімферополь, машиніст машинних установок            |
| 18              | Еюпов Зєкір'я Веліулайович      | 03.11.2010            | середня | позапартійний          | приватний підприємець                                              |